# رئيس وزراء آيسلندا
رئيس وزراء آيسلندا (آيسلندي: Forsætisráherra slands) هو رئيس حكومة آيسلندا الذي يتم تعيينه رئيس الوزراء رسميًا من قبل رئيس آيسلندا في جمهورية دستورية بتعددية حزبية، ويمارس السلطة التنفيذية جنبًا إلى جنب مع مجلس الوزراء الخاضع للدعم البرلماني، يبقى وزراء مجلس الوزراء في السلطة حتى الانتخابات العامة القادمة أو تشكيل حكومة جديدة، بناء على الاستفتاء الدستوري الآيسلندي 1944 واعتبار أيسلندا دولة ذات سيادة، تشغل المنصب حاليًا رئيسة الوزراء الثامن والعشرين السيدة كاترين ياكوبسدوتير من حزب حركة اليسار الأخضر منذ 30 نوفمبر 2017 و تشكيل الحكومة الأولى بعد الانتخابات البرلمانية الآيسلندية 2017، وتسميتها رئيسة للوزارة للولاية ثانية وتشكيل الحكومة الثانية في 28 نوفمبر 2021، بعد الانتخابات البرلمانية الآيسلندية 2021.

## الأساس الدستوري
يتم تعيين رئيس الوزراء من قبل الرئيس بموجب دستور آيسلندا، حسب ما تنص عليه القسم الثاني، المادة 17 ،ويرأس مجلس الوزراء في آيسلندا:
| رئيس وزراء آيسلندا | يرأس الاجتماعات الوزير الذي دعا رئيس الجمهورية لرئاسته ويسمى رئيس الوزراء. | رئيس وزراء آيسلندا |

## المواقع
يقع مكتب رئيس الوزراء في مجلس الحكومة، ريكيافيك ، حيث مقر السكرتارية وعقد اجتماعات مجلس الوزراء. رئيس الوزراء لديه سكن صيفي ، في ثينغفيلير. لدي رئيس الوزراء أيضا بيت استقبال في تجارنارجاتا، ريكيافيك ، الذي كان مقر رئاسة الوزراء حتى عام 1943.

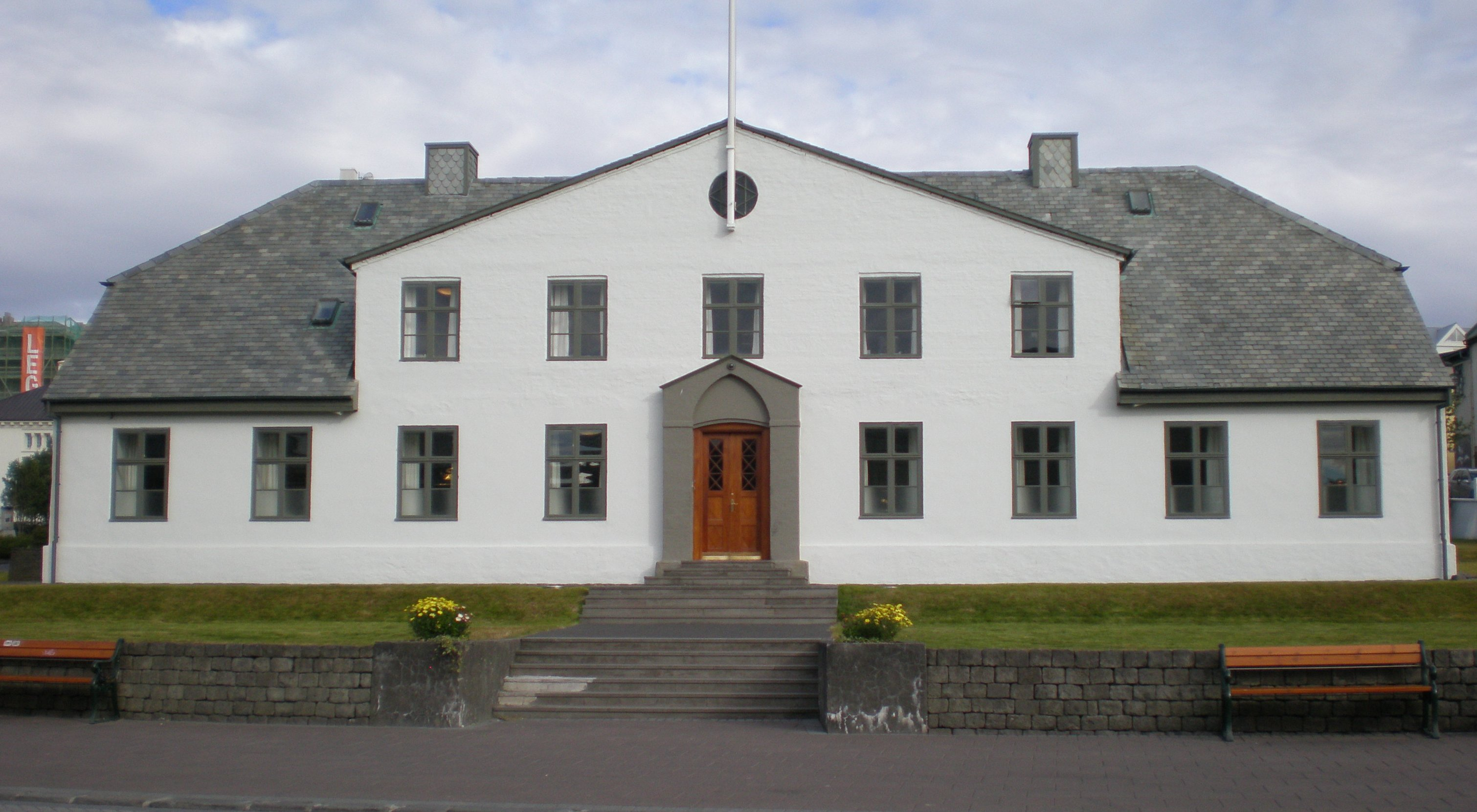
مجلس الوزراء في ريكيافيك، مكتب رئيس الوزراء
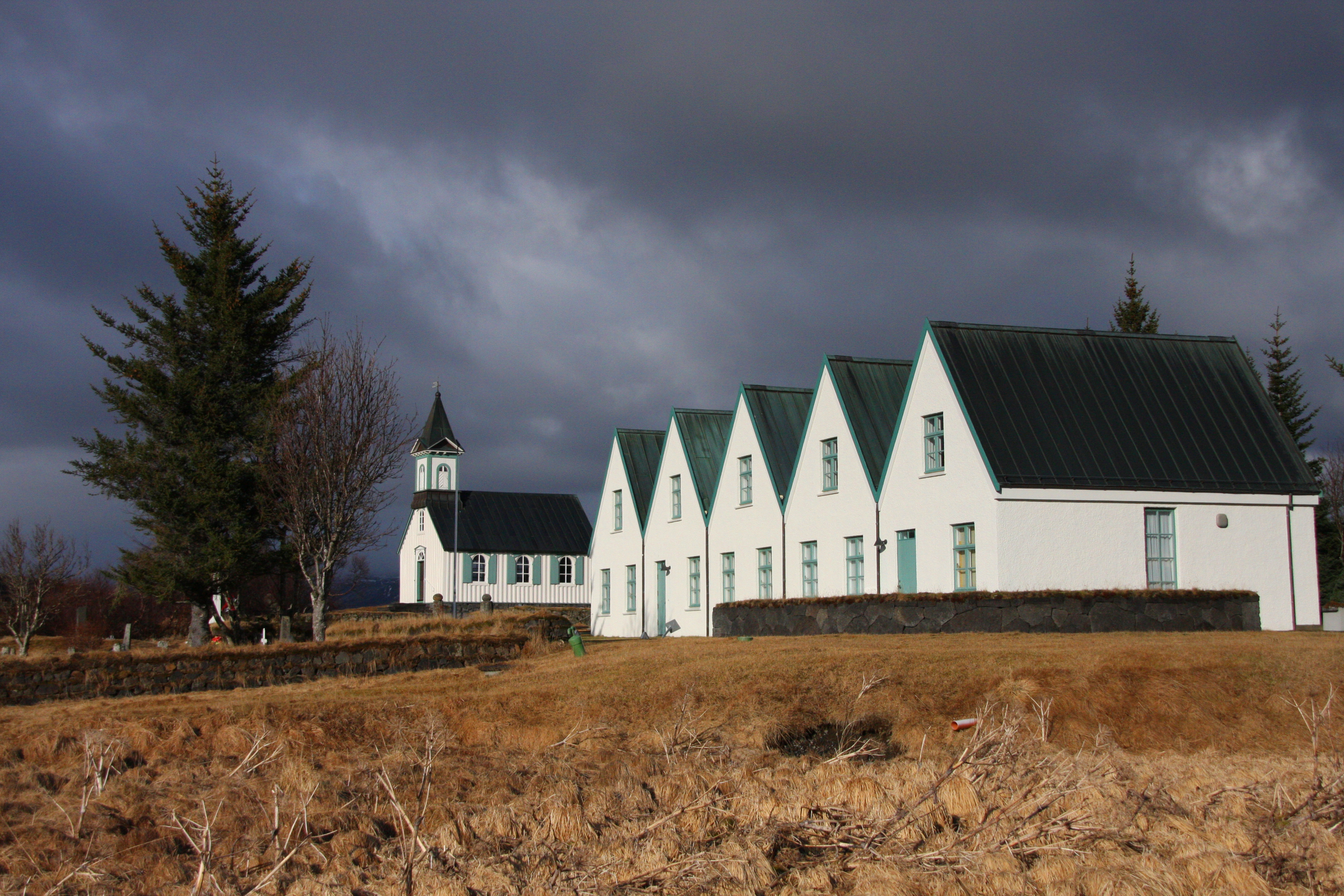
Þingvallabær، مقر الإقامة الصيفي لرئيس الوزراء

## قائمة رؤساء الوزراء السابقين

### فترة من (1904-1918)
أحزاب سياسية:
  حكم الوطن
  الاستقلال
  الاتحاد
  مستقل
| م. | صورة | الاسم (الولادة والوفاة) دائرة إنتخابية                        | تولى منصبه    | ترك منصبه     | حزب                     |
| -- | ---- | ------------------------------------------------------------- | ------------- | ------------- | ----------------------- |
|    |      | هانيس ثورور بيتورسون هافستين (1861–1922) نائب مقاطعة إيافورور | 1 فبراير 1904 | 31 مارس 1909  | حكم الوطن               |
|    |      | بيورن جونسون (1846–1912) نائب باراستراند                      | 31 مارس 1909  | 14 مارس 1911  | حزب الاستقلال           |
|    |      | كريستيان جونسون (1852–1926) نائب بورغارفيورور                 | 14 مارس 1911  | 24 يوليو 1912 | مستقل                   |
|    |      | هانيس ثورور بيتورسون هافستين (1861–1922) نائب مقاطعة إيافورور | 24 يوليو 1912 | 21 يوليو 1914 | حزب الاتحاد             |
|    |      | سيغورور إغيرز (1875–1945) نائب مقاطعة غرب سكافتافيل           | 21 يوليو 1914 | 4 مايو 1915   | حزب الاستقلال           |
|    |      | أينار أرنورسون (1880–1955) نائب مقاطعة أورنس                  | 4 مايو 1915   | 4 يناير 1917  | حزب الاستقلال (لانغسام) |

### المملكة (1918-1944)
حزب سياسي:
  حكم الوطن
  الاستقلال
  المحافظين
  التقدمي
  مستقل
|             | م.  | صورة           | الاسم (الولادة والوفاة) دائرة إنتخابية                                     | مدة المنصب     | مدة المنصب                             | مدة المنصب           | مدة المنصب   | حزب           | مجلس الوزراء                 | انتخاب               |
| #           | م.  | صورة           | الاسم (الولادة والوفاة) دائرة إنتخابية                                     | تولى منصبه     | ترك منصبه                              | أيام                 |              | حزب           | مجلس الوزراء                 | انتخاب               |
| ----------- | --- | -------------- | -------------------------------------------------------------------------- | -------------- | -------------------------------------- | -------------------- | ------------ | ------------- | ---------------------------- | -------------------- |
|             | 1   |                | يون ماغنسون (1859–1926) نائب ريكيافيك حتى 1920 ليس في البرلمان من عام 1920 | 1              | 4 يناير 1917                           | 25 فبراير 1920       | 1888         | حزب حكم الوطن | الوطن الاستقلال التقدمي      | أكتوبر. 1916         |
| 2           | 1   | 25 فبراير 1920 | يون ماغنسون (1859–1926) نائب ريكيافيك حتى 1920 ليس في البرلمان من عام 1920 | 07 مارس 1922   | حزب حكم الوطن وآخرون                   | 1919                 | 1888         | حزب حكم الوطن |                              |                      |
|             | 2   |                | سيغورور إغيرز (1875–1945) نائب بدون دائرة انتخابية                         | •              | 07 مارس 1922                           | 1919                 | 22 مارس 1924 | 746           | حزب الاستقلال                | حزب الاستقلال وآخرون |
| 1923        | 2   |                | سيغورور إغيرز (1875–1945) نائب بدون دائرة انتخابية                         | •              | 07 مارس 1922                           |                      | 22 مارس 1924 | 746           | حزب الاستقلال                | حزب الاستقلال وآخرون |
|             | (1) |                | يون ماغنسون (1859–1926) نائب بدون دائرة انتخابية                           | 3              | 22 مارس 1924                           | 23 يونيو 1926 (توفي) | 823          | حزب المحافظين | حزب المحافظين                |                      |
|             | 3   |                | ماجنوس غوموندسون مكلف (1879–1937) نائب عن مقاطعة سكاجافجورور               | 3              | 23 يونيو 1926                          | 8 يوليو 1926         | 15           | حزب المحافظين | حزب المحافظين                |                      |
|             | 4   |                | جون أورلاكسون (1877–1935) نائب بدون دائرة انتخابية                         | •              | 8 يوليو 1926                           | 28 أغسطس 1927        | 416          | حزب المحافظين | حزب المحافظين                |                      |
|             | 5   |                | تريغفي أورهولسون (1889–1935) نائب عن مقاطعة ستراند                         | •              | 28 أغسطس 1927                          | 03 يونيو 1932        | 1741         | الحزب التقدمي | الحزب التقدمي                | 1927                 |
| 1931        | 5   |                | تريغفي أورهولسون (1889–1935) نائب عن مقاطعة ستراند                         | •              | 28 أغسطس 1927                          | 03 يونيو 1932        | 1741         | الحزب التقدمي | الحزب التقدمي                |                      |
|             | 6   |                | أسجير أسجرسون (1894–1972) نائب عن مقاطعة غرب سافجورور                      | •              | 03 يونيو 1932                          | 28 يوليو 1934        | 785          | الحزب التقدمي | التقدمي الاستقلال الفلاحون   |                      |
| 1933        | 6   |                | أسجير أسجرسون (1894–1972) نائب عن مقاطعة غرب سافجورور                      | •              | 03 يونيو 1932                          | 28 يوليو 1934        | 785          | الحزب التقدمي | التقدمي الاستقلال الفلاحون   |                      |
|             | 7   |                | هيرمان جوناسون (1896–1976) نائب مقاطعة ستراند                              | 1              | 28 يوليو 1934                          | 2 أبريل 1938         | 2849         | الحزب التقدمي | التقدمي الديمقراطي الاجتماعي | 1934                 |
| 2           | 7   | 02 أبريل 1938  | هيرمان جوناسون (1896–1976) نائب مقاطعة ستراند                              | 17 أبريل 1939  | التقدمي                                | 1937                 | 2849         | الحزب التقدمي |                              |                      |
| 3           | 7   | 17 أبريل 1939  | هيرمان جوناسون (1896–1976) نائب مقاطعة ستراند                              | 18 نوفمبر 1941 | التقدمي الاستقلال الديمقراطي الاجتماعي | 1937                 | 2849         | الحزب التقدمي |                              |                      |
| 4           | 7   | 18 نوفمبر 1941 | هيرمان جوناسون (1896–1976) نائب مقاطعة ستراند                              | 16 مايو 1942   | التقدمي الاستقلال الديمقراطي الاجتماعي | 1937                 | 2849         | الحزب التقدمي |                              |                      |
|             | 8   |                | أولاف تورس (1892–1964) نائب عن جولبرينغو وكيوسارسيسلا                      | 1              | 16 مايو 1942                           | 16 ديسمبر 1942       | 214          | حزب الاستقلال | الاستقلال                    | يوليو.1942           |
| أكتوبر.1942 | 8   |                | أولاف تورس (1892–1964) نائب عن جولبرينغو وكيوسارسيسلا                      | 1              | 16 مايو 1942                           | 16 ديسمبر 1942       | 214          | حزب الاستقلال | الاستقلال                    |                      |
|             | 9   |                | بيورن ثورذارسون (1879–1963) ليس في البرلمان                                | •              | 16 ديسمبر 1942                         | 21 أكتوبر 1944       | 675          | مستقل         | —                            |                      |

### جمهورية (1944 حتى الآن)
حزب سياسي:
  حزب الاستقلال
  التقدمي
  الديمقراطي الاجتماعي
  التحالف الاشتراكي الديمقراط
  اليسار الأخضر
|      | م.   | صورة                                                 | الاسم (الولادة والوفاة) الدائرة                                                        | مدة المنصب                                              | مدة المنصب                                                   | مدة المنصب            | مدة المنصب                           | الحزب السياسي                                  | مجلس الوزراء                                                      | انتخاب                                                   | رئيس جمهورية ايسلندا مدة المنصب حزب سياسي                      |
| #    | م.   | صورة                                                 | الاسم (الولادة والوفاة) الدائرة                                                        | تولى منصبه                                              | ترك منصبه                                                    | أيام                  |                                      | الحزب السياسي                                  | مجلس الوزراء                                                      | انتخاب                                                   | رئيس جمهورية ايسلندا مدة المنصب حزب سياسي                      |
| ---- | ---- | ---------------------------------------------------- | -------------------------------------------------------------------------------------- | ------------------------------------------------------- | ------------------------------------------------------------ | --------------------- | ------------------------------------ | ---------------------------------------------- | ----------------------------------------------------------------- | -------------------------------------------------------- | -------------------------------------------------------------- |
|      | (8)  |                                                      | أولاف تورس (1892–1964) نائب عن جولبرينغو وكيوسارسلا                                    | 2                                                       | 21 أكتوبر 1944                                               | 04 فبراير 1947        | 836                                  | حزب الاستقلال                                  | حزب الاستقلال الحزب الديمقراطي الاجتماعي حزب وحدة الشعب الاشتراكي | 1946                                                     | سفين بيورنسون 17 يونيو 1944 - 25 يناير 1952 مستقل              |
|      | 10   |                                                      | ستيفان يوهان ستيفانسون (1894–1980) نائب عن مقاطعة إيجافجورور                           | •                                                       | 04 فبراير 1947                                               | 06 ديسمبر 1949        | 1036                                 | الحزب الديمقراطي الاجتماعي                     | الحزب الديمقراطي الاجتماعي حزب الاستقلال حزب وحدة الشعب الاشتراكي | 1946                                                     | سفين بيورنسون 17 يونيو 1944 - 25 يناير 1952 مستقل              |
|      | (8)  |                                                      | أولاف تورس (1892–1964) نائب عن جولبرينغو وكيوسارسلا                                    | 3                                                       | 06 ديسمبر 1949                                               | 14 مارس 1950          | 98                                   | حزب الاستقلال                                  | حزب الاستقلال                                                     | 1949                                                     | سفين بيورنسون 17 يونيو 1944 - 25 يناير 1952 مستقل              |
|      | 11   |                                                      | ستينغريمور شتاينورسون (1893–1966) نائب عن سكاغافجارارسوسلا                             | •                                                       | 14 مارس 1950                                                 | 11 سبتمبر 1953        | 1277                                 | التقدمي                                        | التقدمي حزب الاستقلال                                             | 1949                                                     | سفين بيورنسون 17 يونيو 1944 - 25 يناير 1952 مستقل              |
|      | (8)  |                                                      | أولاف تورس (1892–1964) نائب عن جولبرينغو وكيوسارسلا                                    | 4                                                       | 11 سبتمبر 1953                                               | 24 يوليو 1956         | 1035                                 | حزب الاستقلال                                  | حزب الاستقلال التقدمي                                             | 1953                                                     | أسجير أسجرسون 1 أغسطس 1952 - 1 أغسطس 1968 الديمقراطي الاجتماعي |
|      | (7)  |                                                      | هيرمان جوناسون (1896–1976) نائب عن سترانداسلا                                          | 5                                                       | 24 يوليو 1956                                                | 23 ديسمبر 1958        | 894                                  | التقدمي                                        | تحالف التقدمي الديمقراطي الاجتماعي تحالف الشعب                    | 1956                                                     | أسجير أسجرسون 1 أغسطس 1952 - 1 أغسطس 1968 الديمقراطي الاجتماعي |
|      | 12   |                                                      | غودموندور إيميل جونسون (1902–1986) نائب عن هافنارفغورور                                | •                                                       | 23 ديسمبر 1958                                               | 20 نوفمبر 1959        | 332                                  | الديمقراطي الاجتماعي                           | الديمقراطي الاجتماعي                                              | يونيه.1959                                               | أسجير أسجرسون 1 أغسطس 1952 - 1 أغسطس 1968 الديمقراطي الاجتماعي |
|      | (8)  |                                                      | أولاف تورس (1892–1964) نائب عن جولبرينغو وكيوسارسلا                                    | 5                                                       | 20 نوفمبر 1959                                               | 08 سبتمبر 1961        | 658                                  | حزب الاستقلال                                  | حزب الاستقلال الديمقراطي الاجتماعي                                | أكتوبر.1959                                              | أسجير أسجرسون 1 أغسطس 1952 - 1 أغسطس 1968 الديمقراطي الاجتماعي |
|      | 13   |                                                      | بيارني بنديكتسون مكلف (1908–1970) نائب عن ريكيافيك                                     | 5                                                       | 08 سبتمبر 1961                                               | 31 ديسمبر 1961        | 114                                  | حزب الاستقلال                                  | حزب الاستقلال الديمقراطي الاجتماعي                                | أكتوبر.1959                                              | أسجير أسجرسون 1 أغسطس 1952 - 1 أغسطس 1968 الديمقراطي الاجتماعي |
|      | (8)  |                                                      | أولاف تورس (1892–1964) نائب عن جولبرينغو وكيوسارسلا                                    | 5                                                       | 01 يناير 1962                                                | 14 نوفمبر 1963        | 682                                  | حزب الاستقلال                                  | حزب الاستقلال الديمقراطي الاجتماعي                                | أكتوبر.1959                                              | أسجير أسجرسون 1 أغسطس 1952 - 1 أغسطس 1968 الديمقراطي الاجتماعي |
|      | (13) |                                                      | بيارني بنديكتسون (1908–1970) نائب عن ريكيافيك                                          | •                                                       | 14 نوفمبر 1963                                               | 10 يوليو 1970 (وفاته) | 2430                                 | حزب الاستقلال                                  | حزب الاستقلال الديمقراطي الاجتماعي                                | 1963                                                     | أسجير أسجرسون 1 أغسطس 1952 - 1 أغسطس 1968 الديمقراطي الاجتماعي |
| 1967 | (13) | كريستيان إلدجارن 01 أغسطس 1968 - 01 أغسطس 1980 مستقل | بيارني بنديكتسون (1908–1970) نائب عن ريكيافيك                                          | •                                                       | 14 نوفمبر 1963                                               | 10 يوليو 1970 (وفاته) | 2430                                 | حزب الاستقلال                                  | حزب الاستقلال الديمقراطي الاجتماعي                                |                                                          |                                                                |
| 1967 |      | كريستيان إلدجارن 01 أغسطس 1968 - 01 أغسطس 1980 مستقل | 14                                                                                     |                                                         | يوهان هافستين (1915–1980) نائب عن ريكيافيك                   | •                     | (مكلف: 10 يوليو 1970) 10 أكتوبر 1970 | 14 يوليو 1971                                  | 369                                                               | حزب الاستقلال                                            | حزب الاستقلال الديمقراطي الاجتماعي                             |
|      | 15   | كريستيان إلدجارن 01 أغسطس 1968 - 01 أغسطس 1980 مستقل |                                                                                        | ألفور جوهانسون (1913–1984) نائب عن نورفيستور            | 1                                                            | 14 يوليو 1971         | 28 أغسطس 1974                        | 1141                                           | التقدمي                                                           | الحزب التقدمي تحالف الشعب الليبراليين واليساريين         | 1971                                                           |
|      | 16   | كريستيان إلدجارن 01 أغسطس 1968 - 01 أغسطس 1980 مستقل |                                                                                        | غير هالجريمسون (1925–1990) نائب عن ريكيافيك             | •                                                            | 28 أغسطس 1974         | 01 سبتمبر 1978                       | 1465                                           | حزب الاستقلال                                                     | حزب الاستقلال التقدمي                                    | 1974                                                           |
|      | (15) | كريستيان إلدجارن 01 أغسطس 1968 - 01 أغسطس 1980 مستقل |                                                                                        | ألفور جوهانسون (1913–1984) نائب عن نورفيستور            | 2                                                            | 01 سبتمبر 1978        | 15 أكتوبر 1979                       | 409                                            | التقدمي                                                           | التقدمي تحالف الشعب                                      | 1978                                                           |
|      | 17   | كريستيان إلدجارن 01 أغسطس 1968 - 01 أغسطس 1980 مستقل |                                                                                        | بينيديكت سيغوروسون غروندال (1924–2010) نائب عن ريكيافيك | •                                                            | 15 أكتوبر 1979        | 08 فبراير 1980                       | 116                                            | الديمقراطي الاجتماعي                                              | الديمقراطي الاجتماعي                                     | 1979                                                           |
|      | 18   |                                                      | غونار ثورودسن (1910–1983) نائب عن ريكيافيك                                             | •                                                       | 08 فبراير 1980                                               | 26 مايو 1983          | 1203                                 | حزب الاستقلال *(انفصال عن إرادة حزب الاستقلال) | حزب الاستقلال* التقدمي تحالف الشعب                                | فيغديس فينبوغادوتير 01 أغسطس 1980 - 01 أغسطس 1996 مستقلة | 1979                                                           |
|      | 19   |                                                      | ستينغريمور هيرمانسون (1928–2010) نائب عن ويستفيوردس                                    | 1                                                       | 26 مايو 1983                                                 | 08 يوليو 1987         | 1504                                 | الحزب التقدمي                                  | التقدمي حزب الاستقلال                                             | فيغديس فينبوغادوتير 01 أغسطس 1980 - 01 أغسطس 1996 مستقلة | 1983                                                           |
|      | 20   |                                                      | ثورستين بالسون (مواليد 1947) نائب عن الجنوبية                                          | •                                                       | 08 يوليو 1987                                                | 28 سبتمبر 1988        | 448                                  | حزب الاستقلال                                  | حزب الاستقلال الحزب التقدمي الحزب الديمقراطي الاجتماعي            | فيغديس فينبوغادوتير 01 أغسطس 1980 - 01 أغسطس 1996 مستقلة | 1987                                                           |
|      | (19) |                                                      | ستينغريمور هيرمانسون (1928–2010) MP for ريكيانس                                        | 2                                                       | 28 سبتمبر 1988                                               | 10 سبتمبر 1989        | 944                                  | التقدمي                                        | التقدمي الحزب الديمقراطي الاجتماعي تحالف الشعب                    | فيغديس فينبوغادوتير 01 أغسطس 1980 - 01 أغسطس 1996 مستقلة | 1987                                                           |
| 3    | (19) | 10 سبتمبر 1989                                       | ستينغريمور هيرمانسون (1928–2010) MP for ريكيانس                                        | 30 أبريل 1991                                           | التقدمي الحزب الديمقراطي الاجتماعي تحالف الشعب حزب المواطنين |                       | 944                                  | التقدمي                                        |                                                                   | فيغديس فينبوغادوتير 01 أغسطس 1980 - 01 أغسطس 1996 مستقلة | 1987                                                           |
|      | 21   |                                                      | ديفيس أودسون (مواليد 1948) نائب عن ريكيافيك حتى 2003 نائب عن ريكيافيك الشمالية من 2003 | 1                                                       | 30 أبريل 1991                                                | 23 أبريل 1995         | 4887                                 | حزب الاستقلال                                  | حزب الاستقلال الديمقراطي الاجتماعي                                | فيغديس فينبوغادوتير 01 أغسطس 1980 - 01 أغسطس 1996 مستقلة | 1991                                                           |
| 2    | 21   | 23 أبريل 1995                                        | ديفيس أودسون (مواليد 1948) نائب عن ريكيافيك حتى 2003 نائب عن ريكيافيك الشمالية من 2003 | 28 مايو 1999                                            | حزب الاستقلال التقدمي                                        | 1995                  | 4887                                 | حزب الاستقلال                                  | أولافور راغنار غريمسون 1 أغسطس 1996 - 1 أغسطس 2016 مستقل          |                                                          |                                                                |
| 3    | 21   | 28 مايو 1999                                         | ديفيس أودسون (مواليد 1948) نائب عن ريكيافيك حتى 2003 نائب عن ريكيافيك الشمالية من 2003 | 23 مايو 2003                                            | حزب الاستقلال التقدمي                                        | 1999                  | 4887                                 | حزب الاستقلال                                  | أولافور راغنار غريمسون 1 أغسطس 1996 - 1 أغسطس 2016 مستقل          |                                                          |                                                                |
| 4    | 21   | 23 مايو 2003                                         | ديفيس أودسون (مواليد 1948) نائب عن ريكيافيك حتى 2003 نائب عن ريكيافيك الشمالية من 2003 | 15 سبتمبر 2004                                          | حزب الاستقلال التقدمي                                        | 2003                  | 4887                                 | حزب الاستقلال                                  | أولافور راغنار غريمسون 1 أغسطس 1996 - 1 أغسطس 2016 مستقل          |                                                          |                                                                |
|      | 22   |                                                      | هالدور أسغريمسون (1947–2015) نائب عن ريكيافيك الشمالية                                 | •                                                       | 15 سبتمبر 2004                                               | 2003                  | 15 يونيو 2006                        | 638                                            | أولافور راغنار غريمسون 1 أغسطس 1996 - 1 أغسطس 2016 مستقل          | التقدمي                                                  | التقدمي حزب الاستقلال                                          |
|      | 23   |                                                      | جير هلمار هآرده (مواليد 1951) نائب عن ريكيافيك الجنوبية                                | 1                                                       | 15 يونيو 2006                                                | 2003                  | 24 مايو 2007                         | 962                                            | أولافور راغنار غريمسون 1 أغسطس 1996 - 1 أغسطس 2016 مستقل          | حزب الاستقلال                                            | حزب الاستقلال التقدمي                                          |
| 2    | 23   | 24 مايو 2007                                         | جير هلمار هآرده (مواليد 1951) نائب عن ريكيافيك الجنوبية                                | 01 فبراير 2009                                          | حزب الاستقلال التحالف الاشتراكي الديمقراطي                   | 2007                  |                                      | 962                                            | أولافور راغنار غريمسون 1 أغسطس 1996 - 1 أغسطس 2016 مستقل          | حزب الاستقلال                                            |                                                                |
|      | 24   |                                                      | يوهانا سيغورذاردوتير (مواليد 1942) نائب عن ريكيافيك الشمالية                           | 1                                                       | 01 فبراير 2009                                               | 2007                  | 10 مايو 2009                         | 1572                                           | أولافور راغنار غريمسون 1 أغسطس 1996 - 1 أغسطس 2016 مستقل          | التحالف الاشتراكي الديمقراطي                             | التحالف الاشتراكي الديمقراطي حركة اليسار الأخضر                |
| 2    | 24   | 10 مايو 2009                                         | يوهانا سيغورذاردوتير (مواليد 1942) نائب عن ريكيافيك الشمالية                           | 23 مايو 2013                                            | التحالف الاشتراكي الديمقراطي حركة اليسار الأخضر              | 2009                  |                                      | 1572                                           | أولافور راغنار غريمسون 1 أغسطس 1996 - 1 أغسطس 2016 مستقل          | التحالف الاشتراكي الديمقراطي                             |                                                                |
|      | 25   |                                                      | سيغموندور دافيد غونلاوغسون (مواليد 1975) نائب عن الشمال الشرقي                         | •                                                       | 23 مايو 2013                                                 | 7 أبريل 2016          | 1049                                 | التقدمي                                        | أولافور راغنار غريمسون 1 أغسطس 1996 - 1 أغسطس 2016 مستقل          | التقدمي حزب الاستقلال                                    | 2013                                                           |
|      | 26   |                                                      | سيغورور إنجي جوهانسون (مواليد 1962) نائب عن الجنوب                                     | •                                                       | 7 أبريل 2016                                                 | 11 يناير 2017         | 280                                  | التقدمي                                        | التقدمي حزب الاستقلال                                             | جودني يوهانسون 1 أغسطس 2016–2024                         | 2013                                                           |
|      | 27   |                                                      | بيارني بنديكتسون (مواليد 1970) نائب عن الجنوب الغربي                                   | •                                                       | 11 يناير 2017                                                | 30 نوفمبر 2017        | 323                                  | حزب الاستقلال                                  | حزب الاستقلال حزب الإصلاح الليبرالي المستقبل المشرق               | جودني يوهانسون 1 أغسطس 2016–2024                         | 2016                                                           |
|      | 28   |                                                      | كاترين ياكوبسدوتير (مواليد 1976) نائب عن ريكيافيك الشمالية                             | 1                                                       | 30 نوفمبر 2017                                               | 28 نوفمبر 2021        | 2668                                 | حركة اليسار الأخضر                             | حركة اليسار الأخضر حزب الاستقلال الحزب التقدمي                    | جودني يوهانسون 1 أغسطس 2016–2024                         | 2017                                                           |
| 2    | 28   | 28 نوفمبر 2021                                       | كاترين ياكوبسدوتير (مواليد 1976) نائب عن ريكيافيك الشمالية                             | 9 أبريل 2024                                            | 2021                                                         |                       | 2668                                 | حركة اليسار الأخضر                             | حركة اليسار الأخضر حزب الاستقلال الحزب التقدمي                    | جودني يوهانسون 1 أغسطس 2016–2024                         |                                                                |
|      | (31) |                                                      | بيارني بنديكتسون (مواليد 1970) نائب عن الجنوبية الغربية ‏                               | 2                                                       | 2021                                                         | 9 أبريل 2024          | في المنصب                            | 346                                            | حركة اليسار الأخضر حزب الاستقلال الحزب التقدمي                    | حزب الاستقلال                                            | Halla Tómasdóttir (2024–الآن)                                  |